# Clairvaux

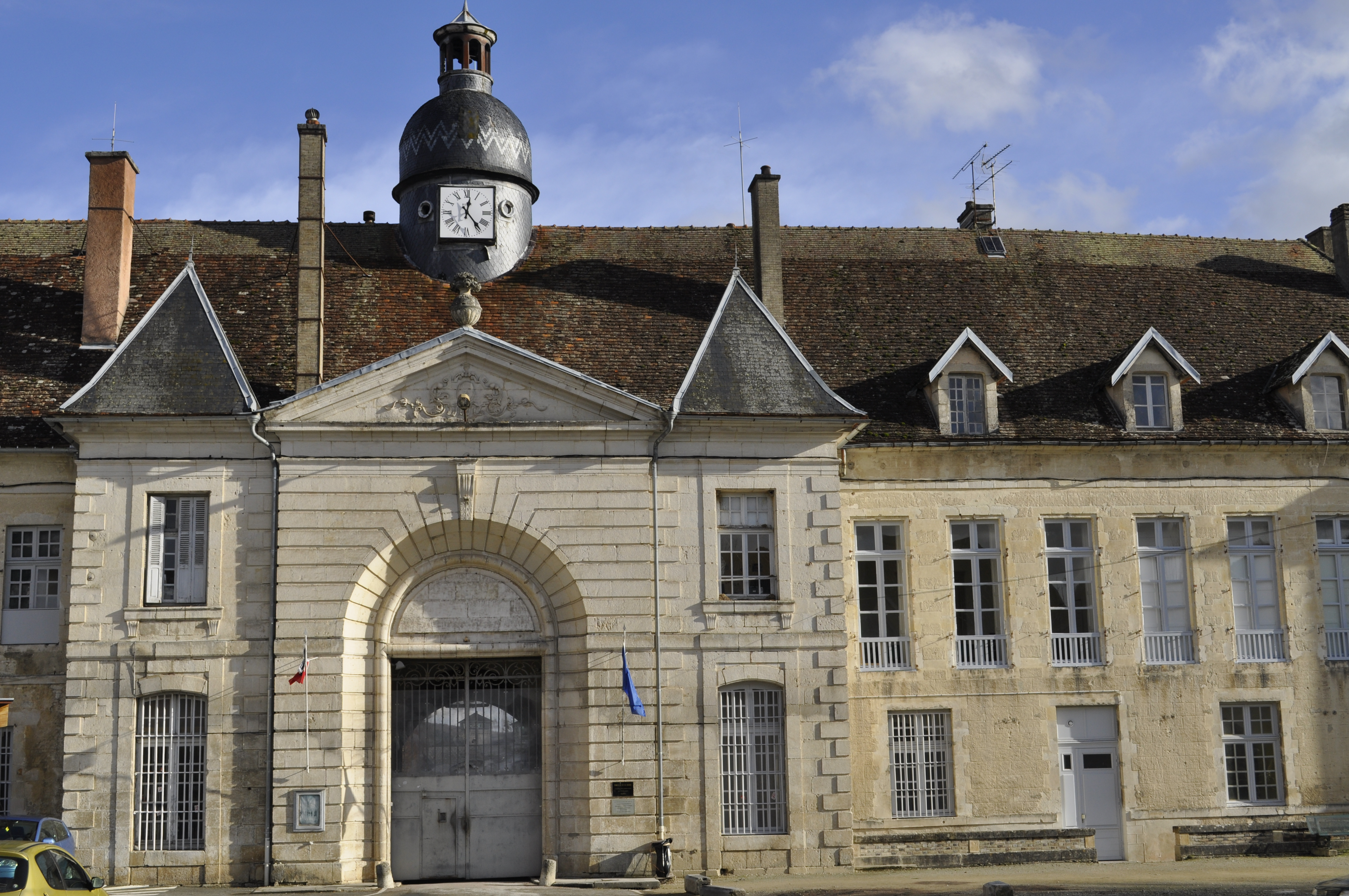
Entrén till Clairvaux

Clairvaux var ett kloster för cisterciensorden under medeltiden och upplysningstiden. Det ligger i Ville-sous-la-Ferté i departementet Aube i regionen Champagne-Ardenne i Frankrike, cirka 10 mil norr om Dijon. Det grundlades av Bernhard av Clairvaux och några andra munkar 1115, ledda av abboten i ordens moderkloster Cîteaux, Étienne Harding. Bernhards av Clairvaux personlighet gav honom ett mycket stort inflytande. Tillsammans med La Ferté, Pontigny och Morimond utgjorde Clairvaux de fyra mest betydande klostren och tillika det största med 80 dotterkloster.
Ärkebiskop Eskil i Lund flyttade dit på egen begäran för att bli klosterbroder.
Klostret Clairvaux stängdes 1791 i sviterna av franska revolutionen och används från 1804 som fängelse.